# Rhinoleptus koniagui
Rhinoleptus koniagui är en kräldjursart som beskrevs av André Villiers 1956. Rhinoleptus koniagui ingår i släktet Rhinoleptus och familjen Leptotyphlopidae. Inga underarter finns listade i Catalogue of Life.
Blindormarna blir mellan 24 och 46 centimeter långa och är en av de största arterna i familjen Leptotyphlopidae.
Rhinoleptus koniagui lever i östra Afrika, den återfinns i Senegal, Guinea och Mali, samt i Guinea-Bissau. Arten har hittats på höjder upp till 450 meter över havet.
Rhinoleptus koniagui är nattlevande och trivs på torra savanner och i galleriskog, den är mycket tålig vad gäller förändringar i dess livsmiljö och kan också hittas på åkrar och i andra exploaterade områden.
Arten kategoriseras som livskraftig av IUCN då den har ett måttligt stort utbredningsområde, finns i flera skyddade områden och inte lever under något större hot. Rhinoleptus koniagui används i vissa områden som bete vid fiske, men detta utgör inget större hot.
Släktet Rhinoleptus har fått sitt namn från det hornliknande flället på Rhinoleptus koniaguis nos, av grekiskans rhinos (näsa) och leptos (smal).